# محمدرضا خانزاد
محمدرضا خانزاد (زادهٔ ۱۳۴۰ – درگذشتهٔ ۲۳ آذر ۱۴۰۰)، نقاش، طراح گرافیک، شاعر و عکاس معاصر ایرانی است. در سال ۱۳۴۰، در آمل دیده به جهان گشود. او دانش‌آموخته‌ی کارشناسی رشته‌ی نقاشی از دانشکده هنرهای زیبای دانشگاه تهران؛ کارشناسی ارشد تصویرسازی از دانشگاه هنر؛ و دکتری فلسفه هنر از دانشگاه آزاد اسلامی، واحد تهران شمال است.
خانزاد، صاحب‌امتیاز و مدیر‌مسئول https://behtarino.com/r/%DA%A9%D8%A7%D9%86%D9%88%D9%86-%D8%AA%D8%A8%D9%84%DB%8C%D8%BA%D8%A7%D8%AA%DB%8C/%D8%A2%D9%85%D9%84 در شهر آمل بود و در این کانون، سال‌ها به فعالیت حرفه‌ای در زمینه‌ی طراحی گرافیک پرداخت و مدیریت هنری پروژه‌های بسیاری را بر عهده داشت. او به‌عنوان استاد مدعو در دانشگاه‌های مازندران نیز به تدریس می‌پرداخت. در نمایشگاه‌های جمعی و فردی متعددی، آثار طراحی، نقاشی و طراحی گرافیک خود را به نمایش گذاشت اما شعرها و عکس‌هایش را هیچ‌گاه به‌طور جدی منتشر نکرد. در این آثار، می‌توان طبیعت و همچنین گونه‌ای فلسفه‌ورزی هنرمند را سراغ گرفت.
محمدرضا خانزاد، در سال ۱۴۰۰ بر اثر سانحه تصادف، درگذشت.

## نقد فیلم
محمدرضا خانزاد سال‌ها با نام مستعار، نقد فیلم می‌نوشت. اغلب این نقدها در مجلهٔ فیلم منتشر می‌شدند. 